# Elaphoglossum crispatum
Elaphoglossum crispatum är en träjonväxtart som beskrevs av John T. Mickel. Elaphoglossum crispatum ingår i släktet Elaphoglossum och familjen Dryopteridaceae. Inga underarter finns listade.